# Stazione di Coglio-Giumaglio
La stazione di Coglio-Giumaglio della Ferrovie Autolinee Regionali Ticinesi (FART) è stata una stazione ferroviaria, passante della ex ferrovia Locarno-Ponte Brolla-Bignasco ("Valmaggina") chiusa il 28 novembre 1965.

## Storia
La stazione venne aperta nel 1907 insieme alla linea e venne chiusa nel 28 novembre 1965.
Dopo la chiusura della linea, i binari vennero smantellati e il fabbricato demolito.
Nel 1972 il piazzale dei binari della stazione venne costruita l'attuale strada cantonale, insieme ad un tratto di ferrovia fino a Lodano.

## Strutture e impianti
L'impianto era dotato di un fabbricato viaggiatori di modeste dimensioni, un binario per la circolazione dei treni e un binario tronco. Non rimane traccia dell'infrastruttura: il fabbricato venne in seguito demolito per realizzare un giardino di una abitazione privata, il binario di circolazione venne costruito l'attuale strada cantonale mentre il binario tronco venne smantellato per far spazio a un distributore di benzina.